# Abstraktní datový typ
Abstraktní datový typ (ADT) je v informatice výraz pro typy dat, které jsou nezávislé na vlastní implementaci. Hlavním cílem je zjednodušit a zpřehlednit program, který provádí operace s daným datovým typem. ADT umožňuje vytvářet i složitější datové typy, např. operace s ADT typu zásobník, fronta a asociativní pole. Všechny ADT lze realizovat pomocí základních algoritmických operací (přiřazení, sčítání, násobení, podmíněný skok,…).

## Definice
Datový typ je rozsah hodnot, které může proměnná tohoto datového typu přijmout, a množina operací (funkce, metody nebo procedury), které jsou pro tento datový typ specifikovány. "+" je například definován pro numerické typy, a v některých programovacích jazycích pro typ string (řetězec). "-" je naproti tomu zpravidla definován jen pro numerické typy dat. Množina operací je uvedena v interface.
Abstraktní datový typ může mít odlišnou specifikaci. Ta se skládá z příznaků a sémantiky. Když vyřkneme matematickou definici, jedná se většinou o vztah mezi označením, zdroji a axiomy. Z toho plyne první způsob specifikace ADT - Matematicko-axiomatický. Další možností specifikace je Matematicko-algebraická, která se odlišuje pouze sémantikou. Po obsahové stránce budou operace popsány matematicky pomocí matic, vektorů, posloupností atd. Existují i jiné formy specifikace - přes deklaraci rozhraní v programovacím jazyku.
Krátká definice: Abstraktní datový typ je implementačně nezávislá specifikace struktury dat s operacemi povolenými na této struktuře.

## Historie
ADT byl představen v roce 1974 Barbarou Liskov a Stephenem Zilles. V roce 1977 jej John Guttag prostřednictvím asociace ACM srozumitelně vysvětlil široké veřejnosti.

## Příklady
Základní ADT jsou například:
- asociativní pole
- zásobník
- seznam
- fronta
- množina
- zobrazení
- textový řetězec
- strom
- halda neboli prioritní fronta
- hašovací tabulka

## Oddělení rozhraní a implementace
Při programování je ADT reprezentováno rozhraním, které skrývá vlastní implementaci. Klientského programátora, který ADT používá, zajímá jak objekt používat (jeho rozhraní), ale ne už vlastní implementace.
Robustnost ADT spočívá v tom, že implementace je skrytá a programátorovi jsou nabídnuty pouze ovládací prvky. Vlastní implementaci ale lze změnit.
Je rozdíl mezi abstraktním datovým typem a datovou strukturou použitou pro jeho implementaci. Například seznam jako ADT může být implementován jako pole, nebo jako spojový seznam. Seznam je ADT s definovanými operacemi (jako vložit_prvek, smazat_prvek atd.), ale spojový seznam je datová struktura, která používá ukazatele a může být použita k vytvoření seznamu jako ADT.

## Zabudované ADT
Protože některé abstraktní datové typy jsou velmi užitečné a běžně používané, některé programovací jazyky používají tyto ADT jako primitivní datové typy, které jsou přidány do jejich knihoven. Například v Perlu je možné pole považovat za implementaci seznamu, standardní knihovny C++ a Javy zase nabízejí implementaci seznamu, zásobníku, fronty a řetězců.

## Abstraktní datová struktura
Abstraktní datová struktura je způsob, jak efektivně uložit data tak, aby práce s nimi byla relativně snadná. Je to abstraktní skladiště pro data definovaná v rámci množiny operací a pro výpočetní složitosti při vykonávání těchto operací, bez ohledu na implementaci v konkrétní datové struktuře.
Výběr abstraktní datové struktury je rozhodující pro design účinných algoritmů a pro odhad jejich složitosti, zatímco výběr konkrétních datových struktur je důležitý pro účinnou implementaci těchto algoritmů.
Tento pojem je velmi blízký pojmu abstraktní datový typ, který se používá v teorii programovacích jazyků. Názvy mnoha abstraktních datových struktur (a abstraktních datových typů) odpovídají názvům konkrétních datových struktur.

## Vlastnosti abstraktního datového typu
Nejdůležitější vlastnosti abstraktního typu dat jsou:
- Všeobecnost implementace: jednou navržený ADT může být zabudován a bez problémů používán v jakémkoliv programu.
- Přesný popis: propojení mezi implementací a rozhraním musí být jednoznačné a úplné.
- Jednoduchost: při používání se uživatel nemusí starat o vnitřní realizaci a správu ADT v paměti.
- Zapouzdření: rozhraní by mělo být pojato jako uzavřená část. Uživatel by měl vědět, co přesně ADT dělá, ale ne jak to dělá.
- Integrita: uživatel nemůže zasahovat do vnitřní struktury dat. Tím se výrazně sníží riziko nechtěného smazání nebo změna již uložených dat.
- Modularita: „stavebnicový“ princip programování je přehledný a umožňuje snadnou výměnu části kódu. Při hledání chyb mohou být jednotlivé moduly považovány za kompaktní celky. Při zlepšování ADT není nutné zasahovat do celého programu.

Pokud je ADT programován objektově, jsou většinou tyto vlastnosti splněny.

## Typy operací
Na abstraktním datovém typu rozlišujeme tři druhy operací: konstruktor, selektor a modifikátor. Operace, která ze zadaných parametrů vytváří novou hodnotu abstraktního datového typu, se nazývá konstruktor. Úkolem konstruktoru je sestavení platné vnitřní reprezentace hodnoty na základě dodaných parametrů. Operace označovaná jako selektor slouží k získání hodnot, které tvoří složky nebo vlastnosti konkrétní hodnoty abstraktního datového typu, a konečně operace typu modifikátor provádí změnu hodnoty datového typu.